# Стрілянина у Дейтоні
4 серпня 2019 року о 1:05 ранку EDT в Дейтоні, штат Огайо, Сполучені Штати, відбулася масова стрілянина . Загинули 10 людей, якщо враховувати вбивцю, ще 27 людей отримали поранення. 14 поранених були застрелені пістолетом, якого поліція вбила протягом 30 секунд після перших пострілів. 
Обшук будинку підозрюваного стрільця знайшов писання, які виявляли інтерес до вбивства людей. Попередня оцінка праць показала, що він не має расових мотивів чи політичних мотивів.  Напад стався через 13 годин після стрілянини в Ель-Пасо 2019 року. 

## Атака
За дві години до нападу вбивцю бачили, коли він входив до бару зі своєю сестрою та ще одним другом в історичному районі міста Орегон в Дейтоні. Близько 12:13 ранку він розминувся з іншими двома і був зафіксований на відеокамеру, покидаючи бар. 
О 1:05 ранку очевидці повідомили, що чоловік відкрив вогонь біля входу бару «Нед Пепперс» в історичному районі штату Орегон. Він носив вогнепальну зброю, яка включала частину напівавтоматичної машини AM-15 «Андерсон» (на базі AR-15) у пістолетній конфігурації зі скороченим стовбуром, розміщеним під патрон калібру .223 і оснащений журналом із барабанами на 100 круглих сторін.  Він вистрілив у натовп та смертельно застрелив дев'ятьох людей. 
За словами начальника поліції Дейтона Річарда Біля, через 20 секунд після початку стрілянини правоохоронці, які вже були на місці події, задіяли зброю. Протягом 30 секунд після того, як були вистрілені перші постріли, стрілець був застрелений. Місцева поліція евакуювала багато прилеглих нічних майданчиків і попередила жителів Дейтону триматися подалі від історичного району штату Орегон. 

## Жертви
| Ім'я                   | Вік | Стать   | Національність  |
| ---------------------- | --- | ------- | --------------- |
| Lois Ogelsby           | 27  | жінка   | Афроамериканка  |
| Nicholas Cumer         | 25  | чоловік |                 |
| Thomas McNichols       | 25  | чоловік | Афроамериканець |
| Derrick Fudge          | 57  | чоловік | Афроамериканець |
| Monica Brickhouse      | 39  | жінка   | Афроамериканка  |
| Beatrice Warren Curtis | 36  | жінка   | Афроамериканка  |
| Logan Turner           | 30  | чоловік |                 |
| Megan Betts            | 22  | жінка   |                 |
| Saeed Saleh            | 39  | чоловік | Араб            |

Лікарня в Маямі-Веллі отримала 16 жертв від стрілянини, з яких п'ятеро були прийняті, а один був зафіксований у критичному стані. Мережа охорони здоров’я Кеттерінг, що складається з дев'яти лікарень в районі, отримала дев'ять постраждалих, троє у важкому стані та три у справному стані. До 10:00 ранку того ж дня було виписано 15 з 27 госпіталізованих осіб. З поранених під час стрілянини 14 людей отримали вогнепальні поранення. 
Поліція повідомила, що всі загиблі трапилися поза баром на Східній 5-й вулиці, і що 22-річна сестра стрільця Меган Беттс була серед загиблих. Слідчі намагаються встановити, чи навмисно вбивця вбив свою сестру, яка була серед перших жертв, чи її застрелили, намагаючись зупинити його. 
У дев'ять смертельно поранених постраждалих п'ятеро чоловіків і чотири жінки; шість жертв були чорними, а три — білими. Їх вік коливався від 22 до 57 років.

## Злочинець
Незабаром після нападу правоохоронні органи підтвердили, що збройовиком був 24-річний Коннор Стівен Беттс із Беллбрука, штат Огайо. На Беттс Twitter аккаунті, він описав себе як лівого, фаната  аніме, і металіста. Він опублікував твіти, які протистояли Дональду Трампу та підтримували Елізабет Воррен, соціалізм та сатану. Незважаючи на те, що багато з його твітів були мирськими та неполітичними, він ретвітував посади, які підтримували антифашистський рух і виступали проти агентів та співробітників міліції у справах імміграції та митних служб (ДВС) США та поліцейських. За години до того, як він відкрив вогонь у Дейтоні, йому «сподобався» пост на користь контролю зброї, а також декілька, що стосуються стрілянини Ель-Пасо 2019 року, включаючи твіт, який називав стрільця Ель-Пасо «терористом» та «білим супремасистом». 
За інформацією Newsweek, Беттс був зареєстрований як виборець у графстві Грін, штат Огайо, як демократ. За даними правоохоронних органів, у Беттс не було судимості, окрім дрібних правопорушень. 
Двоє колишніх однокласників заявили, що Беттса відсторонили від середньої школи Беллбрук після того, як він склав списки інших студентів, яких він хотів вбити та зґвалтувати. «Список цілей» був виявлений на початку 2012 р., у результаті якого було проведено поліцейське розслідування. Однокласник також заявив, що Беттс був знущаний і планував розстріляти школу. Поняття про те, що Беттс зазнав знущань, оспорювали інші однокласники, які описували його як хулігана, повідомляючи, що йому подобається лякати людей під час відвідування школи. Протягом останнього року Беттс виконував живий вокал для порнограндської групи під назвою Menstrual Munchies, яку Vice News описала як причетність до музичної сцени «мізогіністичної, домінуючої чоловіками», а Buzzfeed описала як фокус на горі, насильстві та ін. некрофілія, і відома своїми темними, сатиричними темами сексуального насильства, поставленими з метою шоку. Подруга середньої школи Беттс заявила, що під час побачення з Беттсом скаржилася на зорові та слухові галюцинації та психози, і боялася розвитку шизофренії. 
4 серпня поліція та Федеральне бюро розслідувань (ФБР) здійснили обшук в будинку стрілець і знайшли записи, які виявляли інтерес до вбивства людей, попередня оцінка писань свідчила про те, що стрілець не мав расових мотивів чи політичних мотивів. Станом на 5 серпня 2019 р. поліцейські слідчі заявили, що слідство триває і що вони не готові спекулювати на мотивації. 5 серпня начальник поліції Дейтону Річард Біль заявив: «У нас є ще багато доказів, які повинні пройти ще ... З огляду на те, де ми зараз перебуваємо, ми не бачимо жодних ознак того, що перегони існують мотив» і поліція так і не визначила, чи стріляв він у сестру навмисно чи несвідомо. Федеральний представник правоохоронних органів заявив, що вони розглядають, чи асоціюється Беттс із групами інцелерів. 
Беттс мав із собою додаткові журнали боєприпасів, а під час нападу носив бронежилети, маску та захист слуху. Він замовив вогнепальну зброю використовується в онлайн-стрілянині з Техасу, і вогнепальну зброю було передано місцевому дилеру вогнепальної зброї в Огайо, де він забрав її. 

## Після
Члени Команди з управління стресовими ситуаціями на південному заході штату Огайо зустрілися з правоохоронцями, які відреагували на місце події, щоб допомогти їм обробити ситуацію. До членів організації належать працівники психічного здоров'я, працівники поліції, пожежники, медики та капелани. 

Місцевий банк крові попросив отримати більше пожертв після стрілянини, а інші компанії та організації використовували соціальні медіа для просування пожертвувань, а також місцевих зборів для збирання пам’яті поранених або загиблих. Місцеві лідери та політики 4 серпня 2019 року очолили меморіал на Східній вулиці, де мер міста Дейтона Нан Уейлі розповів натовпу:
«Ми не можемо бути безнадійними в умовах бездіяльності в окрузі Колумбія та Колумба... Дейтон зробив те, що Дейтон робить найкраще. Ми дбаємо про одне одного».
Було також звільнено десять голубів, по одному на кожну померлу жертву та по одному для представлення поранених. 

## Реакція

### Внутрішня
Після зйомок Нед Пепперс Бар опублікував повідомлення в Instagram, в якому написано : "Всі наші співробітники в безпеці, і наше серце виходить усім, хто бере участь, коли ми збираємо інформацію".  
Президент Дональд Трамп написав твіт, "Бог благословить людей Ель-Пасо Техасу. Бог благословить людей Дейтона, штат Огайо".  У більш пізній заяві президент Трамп оголосив, що після обох зйомок усі прапори США, як внутрішні, так і за кордоном, повинні бути викинуті на півсотні до заходу сонця 8 серпня.  Щодо масових розстрілів, Трамп заявив, що його адміністрація зробила "багато", а також "набагато більше, ніж більшість адміністрацій", але не запропонував жодних пояснень. Трамп продовжив: "Але, можливо, потрібно зробити більше". 
Мер Нан Уейлі подякував офіцерам за швидку відповідь, сказавши, що це, безумовно, запобігає більшій кількості смертей. Вона також розповіла про те, наскільки важким буде цей день для міста та постраждалих сімей.  Сенатор Роб Портман, республіканець, який представляє штат Огайо, заявив, що ці "безглузді дії насильства повинні припинитися", і що він "молився за жертв та їхні сім'ї". Губернатор штату Огайо Майк Девін також запропонував "молитви жертвам та їхнім родинам" за "жахливу атаку". 
Сенатор Шеррод Браун, демократ, який представляє Огайо, заявив: "Думок і молитов недостатньо. Треба діяти". Браун закликав лідера більшості сенату Мітча Макконнелла, республіканця, 5 серпня розпочати сесію Сенату США, щоб "проголосувати за закони про безпеку зброї". Лідер меншин у сенаті Чак Шумер, демократ, виступив з подібним закликом до дії Сенату, як Браун. Шумер посилався на HR8, Закон про перевірку передумов дворічної політики 2019 року, який був прийнятий Палатою представників Сполучених Штатів на початку лютого, заявивши, що Сенат також повинен прийняти це. Представник Тед Ліу, демократ, запевнив, що МакКоннел "блокує" двопартійну пропозицію щодо "законодавства про безпеку зброї" від голосування в Сенаті. 

### Міжнародна реакція
Про цей інцидент Папа Франциск згадав під час виступу на площі Святого Петра 4 серпня, в якому засудив напади на беззахисних людей і заявив, що він духовно близький жертвам, пораненим та сім'ям, постраждалим від нападів, які "зачаїли кров" Техас, Каліфорнія та Огайо ". 
У відповідь на стрілянину Генеральне консульство Японії у Детройті оприлюднило повідомлення про те, що жоден азіат не постраждав і що "жителі Японії повинні знати про потенціал інцидентів з вогнепальними обстрілами скрізь у Сполучених Штатах, організації гармати, і продовжувати приділяйте пильну увагу заходам безпеки. "   Принаймні дві інші країни - Уругвай та Венесуела - винесли подібні попередження про подорожі, при цьому міністерство закордонних справ Уругваю подало заяву, в якій застерігає своїх громадян, які подорожують у США," вживати запобіжних заходів проти зростання безрозбірливості насильство, переважно за злочини на ґрунті ненависті, включаючи расизм та дискримінацію, "і Венесуела застерігає своїх громадян відкласти поїздки до США або вжити заходів обережності" з огляду на розповсюдження актів насильства та злочинів безрозбірливої ненависті " 